# Marin Sorescu
Marin Sorescu, né le 29 février 1936 à Bulzești, en Roumanie et mort dans la ville Bucarest le 8 décembre 1996, est l'écrivain roumain le plus célèbre et le plus traduit de la seconde moitié du vingtième siècle.

## Éléments biographiques
Plus d'une douzaine de ses livres (poésie et théâtre) ont paru en langue anglaise, principalement dans les îles britanniques. 
Il est l'auteur d'une bonne vingtaine de recueils de poésie, parmi lesquels Poèmes (1965), La jeunesse de Don Quichotte (1968), La toux (1970), Fontaines dans la mer (1982), Eau de vie, eau de mort (1987), Poèmes choisis par la censure (1991) et La traversée (1994). 
Atteint d'un cancer du foie, sur son lit de mort, dans les derniers mois de sa vie, il écrit son ultime ouvrage, Le pont, publié à titre posthume en 1997. Trop faible pour écrire, Sorescu fréquemment dicte ses poèmes à sa femme Virginia.

## Publications
- 1964 : Singur Printre Poeți
- 1965 : Poeme Sorescu
- 1966 : Moartea Ceasului
- 1966 : Unde Fugim De-Acasă? (Aproape Teatru, Aproape Poeme, Aproape Povești)
- 1967 : Poeme Sorescu
- 1968 : Iona (ro)
- 1968 : Tinerețea Lui Don Quijote
- 1969 : 80 Poezii - 80 Poesie
- 1969 : Lirice Pasternac
- 1969 : Teoria Sferelor De Influență
- 1970 : Paraclisierul
- 1970 : Tușiți
- 1970 : Unghi
- 1972 : Rame - Douăzeci Și Cinci De Poezii
- 1972 : Singur Printre Poeți
- 1972 : Suflete, Bun La Toate
- 1973 : 1980 - La Lilieci
- 1973 : Astfel
- 1973 : Ocolul Infinitului Mic Pornind De La Nimic
- 1974 : Setea Muntelui De Sare
- 1975 : Insomnii - Microeseuri
- 1975 : Norii
- 1976 : Descîntoteca
- 1976 : Matca - Piesă În Trei Acte
- 1976 : Poeme Sorescu
- 1976 : Starea De Destin
- 1977 : Trei Dinți Din Față
- 1978 : Sărbători Itinerante
- 1978 : Trei Dinți Din Față
- 1979 : Ceramică
- 1979 : Tinerețea Lui Don Quijote
- 1980 : Teatru Sorescu
- 1982 : Fîntîni În Mare
- 1982 : Viziunea Viziunii
- 1983 : La Muerte Del Reloj
- 1984 : Drumul Sorescu
- 1984 : Ieșirea Prin Cer
- 1985 : Tratat De Inspirație
- 1985 : Ușor Cu Pianul Pe Scări - Cronici Literare
- 1986 : La Lilieci[2]
- 1987 : Adam Puslojic, Omul, Opera Și Încă Ceva
- 1987 : Apă Vie, Apă Moartă
- 1987 : Micii Grădinari În Minunata Lume A Plantelor
- 1989 : Augustin Buzura Și - Drumul Cenușii
- 1989 : Ecuatorul Și Polii
- 1990 : 1993 - Poezii Sorescu
- 1991 : Poezii Alese De Cenzură
- 1992 : Vărul Shakespeare Și Alte Piese
- 1993 : Iona - A Treia Țeapă - Vărul Shakespeare
- 1993 : Trei Dinți Din Față
- 1994 : Traversarea
- 1995 : Iona
- 1995 : Lulu Și Gulu-Gulu : Versuri Pentru Copii, Ilustrate De Autor
- 1995 : Poemele Tuturor Tainelor
- 1996 : Din Grădina Copilăriei - Culegere De Poezii Pentru Elevii Din Clasele I-IV
- 1996 : Moment Poetic
- 1996 : Poezii Sorescu
- 1996 : Unde Fugim De-Acasă? (Aproape Teatru, Aproape Poeme, Aproape Povești)
- 1997 : Puntea (Ultimele)
- 1998 : Diligența Cu Păpuși
- 1998 : Douăzeci Și Cinci De Poeme
- 1998 : Efectul De Piramidă
- 1999 : Japița - Inedit
- 1999 : Romanul Călătoriilor - Jurnal Inedit
- 2000 : Încoronare
- 2000 : Iona
- 2000 : Scrinteala Vremii
- 2002 : 2006 - Opere Sorescu
- 2003 : Iona
- 2003 : Parodii - Fabule - Epigrame
- 2003 : Unde Fugim De-Acasă?
- 2003 : Unde Fugim De-Acasă? (Aproape Teatru, Aproape Poeme, Aproape Povești 2)
- 2004 : Bile Și Cercuri
- 2004 : Ceramică
- 2004 : Iona
- 2005 : Între Linii
- 2005 : Iona Și Alte Două Piese
- 2005 : Ocolul Infinitului Mic, Pornind De La Nimic
- 2006 : Poezii Sorescu
- 2006 : Poezii Alese Antologie Pentru Uz Școlar
- 2006 : Teatru Sorescu
- 2006 : Trei Dinți Din Față
- 2009 : Trei Dinți Din Față
- 2010 : La Lilieci

### Traductions en français
- Les trois poèmes suivants, La manie de la persécution, Le présent et Superstition ont été traduits par Alain Paruit dans Les Lettres nouvelles[3], collection dirigée par Maurice Nadeau, numéro spécial de février 1976 paru sous le titre d'Écrivains roumains d'aujourd'hui, p. 169-172.
- Paysans du Danube[4], fragments de La Lilieci traduits du roumain par Jean-Louis Courriol, Nîmes, éd. Jacqueline Chambon, 1989 et seconde édition en 2006.
- La vision de la tanière[5][roman au petit bonheur la chance], traduit du roumain par Jean-Louis Courriol ; postface de Jean-Louis Courriol, 1991
- Poèmes choisis[6], traduits du roumain par Paola Bentz, 1993
- La soif de la montagne de sel[7], trilogie traduite du roumain par Paola Bentz-Fauci, 1997

### Honneurs
- Le prix de l'Académie roumaine (1968, 1977)
- Médaille d'or pour la poésie "Napoli ospite", Italie, 1970
- Le prix de l'Académie roumaine pour théâtre, 1970
- "Le Muse", accordé par Accademie delle Muse, Florence, 1978
- Prix International de Poésie "Fernando Riello", Madrid, Espagne, 1983
- Le prix Herder (1991)
- Le prix d'Union des écrivains de Roumanie - sextuple

### Sur le poète
- Eugen Simion (ro), Scriitori români de azi, vol. I, Cartea Româneascǎ, Bucarest, 1974 / 1978 seconde édition revue et augmentée(ro)
- George Pruteanu: „Mitică, Don Quijote și Columb se joacă de-a vampirul”(ro)
- George Pruteanu: „Marin Sorescu, deocamdată”(ro)
- Dialog Sorescu – Pruteanu: „În zorii creierului nostru”(ro)
- George Pruteanu: „Farmecul buf”(ro)
- George Pruteanu: „Meridianele și sentimentele poetului”(ro)